# Presiento
«Presiento» es una canción del grupo colombiano Morat en colaboración con la cantante española Aitana. La canción fue escrita por los cuatro miembros del grupo con Aitana y producida por Juan Pablo Isaza, el vocalista principal de la banda. Se publicó el 12 de abril de 2019 bajo el sello de Universal Music Group, como sencillo del álbum de estudio Balas perdidas.

## Antecedentes
En septiembre de 2018, la cantante española Aitana publicó en su Instagram fotos con Morat en un estudio de grabación en Madrid. En una de esas fotos,  anunciaron que ya habían escrito y grabado una balada como sencillo para el EP de la cantante, Tráiler, cuyo título fue «Vas a quedarte». En abril de 2019, Morat anunció a través de sus redes sociales el lanzamiento de la canción «Presiento» en colaboración con Aitana para ser publicado tres días después. La portada del sencillo fue publicado un día después.

## Recepción
La canción obtuvo más de 600.000 visualizaciones en Spotify en sus primeras 24 horas. Después de aquel periodo de tiempo, «Presiento» se convirtió en la canción con el debut más fuerte en España, superando el hit de Rosalía y J Balvin «Con altura».

## Vídeo musical
El 10 de abril de 2019 se preestrenó una parte del video musical, aunque fue lanzado íntegramente el 12 de abril en el canal de YouTube de la banda. El vídeo presenta a los cuatro miembros de Morat y a Aitana, la cual está vestida de sirena durante el video. Fue dirigido por Lyona, siendo la primera vez que colaboraron y fue visto más de 2 millones de veces en 24 horas.

## Posicionamiento en listas

### Semanales
| País   | Lista             | Mejor posición |
| ------ | ----------------- | -------------- |
| España | Top 100 canciones | 9              |
| España | Top 50 Radios     | 1              |

### Certificaciones
| País   | Organismo certificador | Certificación | Ref.   |
| ------ | ---------------------- | ------------- | ------ |
| España | PROMUSICAE             | 4× Platino    | [ 9 ]  |
| México | AMPROFON               | Platino       | [ 10 ] |

## Historial de lanzamiento
| País   | Fecha               | Formato                       | Productora            |
| ------ | ------------------- | ----------------------------- | --------------------- |
| Varios | 12 de abril de 2019 | Descarga digital · Streaming  | Universal Music Group |
| España | 14 de abril de 2019 | Hit contemporáneo de la radio | Universal Music Group |